# Новикова, Прасковья Сергеевна
Прасковья Сергеевна Новикова (1912 — 1980) — передовик советского сельского хозяйства, доярка колхоза «Маяк» Раменского района Московской области, Герой Социалистического Труда (1949).

## Биография
Родилась в 1912 году в деревне Залесье Жирошкинской волости Бронницкого уезда в русской крестьянской семье. Получив начальное образование, в возрасте двенадцати лет стала работать в сельском хозяйстве родителей Карцевых. После замужества в 1936 году переехала на постоянное место жительство в деревню Тимонино и трудоустроилась доярков в колхозе имени Молотова, позже переименованного в «Маяк» Раменского района Московской области.
В 1948 году Прасковья Сергеевна смогла достигнуть высоких производственных результатов, сумев от закреплённых восьми коров получить по 6300 килограммов молока с содержанием 220 килограммов молочного жира в среднем от коровы за год.
За получение высокой продуктивности животноводства в 1948 году, Указом Президиума Верховного Совета СССР от 7 апреля 1949 года Прасковье Сергеевне Новиковой было присвоено звание Героя Социалистического Труда с вручением ордена Ленина и золотой медали «Серп и Молот».
В дальнейшем продолжала трудовую деятельность постоянно показывала высокие показатели. Новикова первой на ферме освоила машинную дойку коров. В 1953 году одна выработала около 700 трудодней за календарный год — это был лучший показатель среди односельчан. Продолжала работать в колхозе и после объединения двух хозяйств в колхоз «Путь Ленина». Позже ушла на заслуженный отдых.
Проживала у младшей дочери в Москве. Умерла 1 февраля 1980 года.

## Награды
За трудовые успехи удостоена:
- золотая звезда «Серп и Молот» (07.04.1949),
- орден Ленина (07.04.1949),
- Орден Трудового Красного Знамени (28.10.1967),
- Медаль "За трудовую доблесть" (25.09.1948),
- другие медали.